# Willem Fortuyn
Willem Fortuyn, ook Willem (Guglielmo) Fortuyn Varsseveld, was een Nederlandse kunstschilder, tekenaar en graveur.

## Leven en werk
Het is niet bekend wanneer en waar Fortuyn is geboren. In de periode tussen 1757 en 1762 was hij in de Republiek werkzaam. In die periode maakte hij onder andere diverse tekeningen van de stad Schoonhoven. Van de door hem gemaakte tekeningen zijn gravures bewaard gebleven gemaakt door Jan Punt. Enkele daarvan zijn opgenomen in de collectie van het Rijksmuseum Amsterdam. Ook wordt een plafondschildering in het Admiraalshuis in Gouda aan hem toegeschreven. Deze schildering maakt deel uit van de collectie van het Museum Gouda. Fortuyn maakte in 1758 afbeeldingen van de Goudse glazen van de Sint-Janskerk. Hij kreeg toestemming van de Goudse kerkmeesters om hiervoor de cartons van de glazen te gebruiken.
Van zijn werk als glasgraveur is een glas uit 1757 opgenomen in de collectie van het Rijksmuseum Amsterdam. Op het glas staan een vrouw die op een spinet speelt in gezelschap van een man afgebeeld en enkele muziekinstrumenten. De glasgravure is gemaakt naar een prent van Johann Esaias Nilson.
Vanaf 1773 was Fortuyn werkzaam in Italië, onder meer in Rome, in Calabrië, in Napels en op Sicilië. Enkele van de door hem in Italië vervaardigde prenten zijn eveneens opgenomen in de collectie van het Rijksmuseum Amsterdam.

## Literatuur

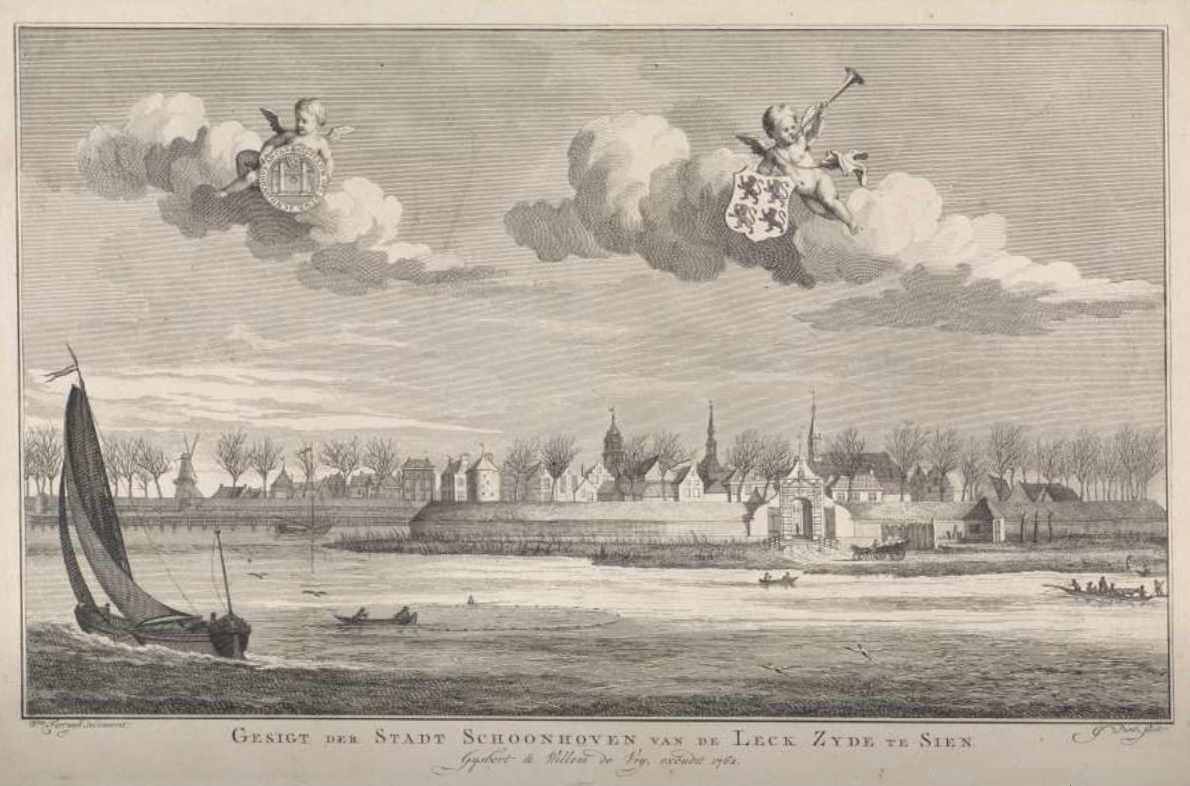
Zicht op Schoonhoven, gravure van Jan Punt naar een tekening van Willem Fortuyn
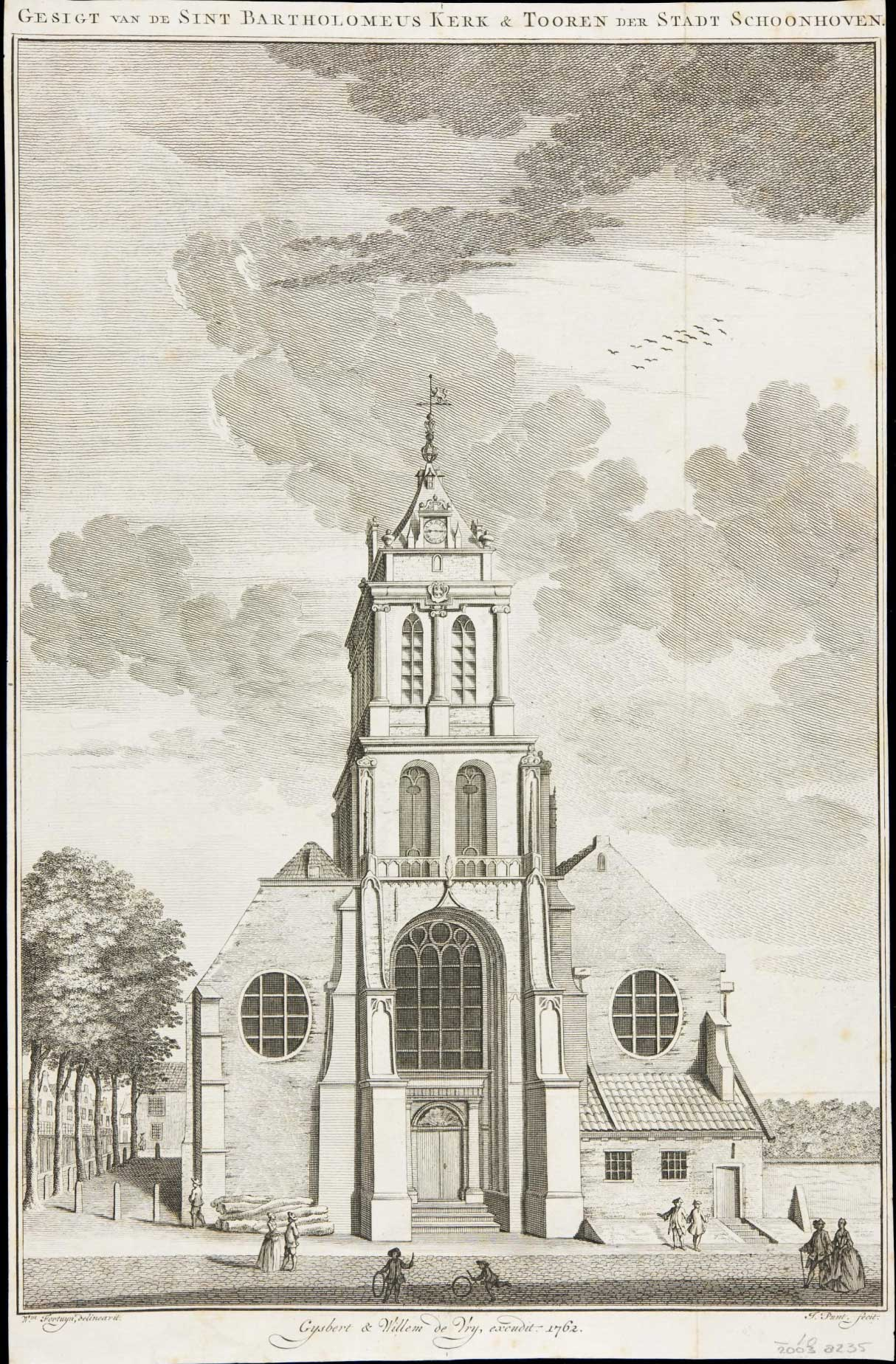
Bartholomeuskerk Schoonhoven, gravure van Jan Punt naar een tekening van Willem Fortuyn